# 1992年バルセロナオリンピックのブルガリア選手団
1992年バルセロナオリンピックのブルガリア選手団（1992ねんバルセロナオリンピックのブルガリアせんしゅだん）は、1992年7月25日から8月9日にかけてスペインのカタルーニャ州バルセロナで開催された1992年バルセロナオリンピックのブルガリア選手団、およびその競技結果。

## 概要
今大会は金メダル3個、銀メダル2個、銅メダル6個の合計16個のメダルを獲得した。

## メダル
| メダル | 選手名                 | 競技 | 種目             |
| ------ | ---------------------- | ---- | ---------------- |
| 銅     | ヨルダンカ・ドンコワ   | 陸上 | 女子100mハードル |
| 銀     | ツベタンカ・フリストワ | 陸上 | 女子円盤投       |